# L'Aiguillon-sur-Mer
L'Aiguillon-sur-Mer là một xã ở tỉnh Vendée trong vùng Pays de la Loire, Pháp. Xã này có diện tích 8,74 km², dân số năm 2006 là 2283 người. Xã này nằm ở khu vực có độ cao trung bình 6 mét trên mực nước biển.
Danh xưng dân địa phương trong tiếng Pháp là Aiguillonnais .

## Biến động dân số
| Năm | 1962 | 1968 | 1975 | 1982 | 1990 | 1999 | 2006 |
| --- | ---- | ---- | ---- | ---- | ---- | ---- | ---- |
| Dân số | 1763 | 1951 | 2117 | 2152 | 2175 | 2206 | 2283 |
| From the year 1962 on: No double counting—residents of multiple communes (e.g. students and military personnel) are counted only once. |      |      |      |      |      |      |      |